# Liste von Sakralbauten im Landkreis Garmisch-Partenkirchen
Die Liste von Sakralbauten im Landkreis Garmisch-Partenkirchen listet Kirchen, Kapellen und sonstige Sakralbauten im oberbayerischen Landkreis Garmisch-Partenkirchen auf.

## Liste
| Abbildung | Inneres | Name                                 | Konfession | Gemeinde / Ortsteil                  | Bauzeit             | Baustil/Anmerkungen |
| --------- | ------- | ------------------------------------ | ---------- | ------------------------------------ | ------------------- | --- |
|           |         | St. Georg                            | röm.-kath. | Bad Bayersoien                       | 1717–1727 (15. Jh.) | barocker Saalbau mit eingezogenem spätgotischem Chor und nordwestlichem Zwiebelturm, im Kern spätgotisch, Turm und Langhaus 1717–27 |
|           |         | Kriegergedächtniskapelle             | röm.-kath. | Bad Bayersoien                       | 1925                | Zentraler neubarocker Glockendachbau mit abgewalmtem Vorzeichen, von Eberle |
|           |         | St. Martin                           | röm.-kath. | Bad Kohlgrub                         | 1722–1729 (14. Jh.) | Römisch-katholische Pfarrkirche, barocker Saalraum mit eingezogenem Chor und Nordturm, Turmunterbau und Chor wohl Mitte 14. Jahrhundert, sonst Neubau 1722–29 |
|           |         | Pauluskirche                         | ev.-luth.  | Bad Kohlgrub Linden                  | 1931                | Historisierender Saalraum mit offenem Dachstuhl, eingezogenem Chor und nördlichem Sattelturm, von German Bestelmeyer |
|           |         | St. Rochus                           | röm.-kath. | Bad Kohlgrub                         | 1633                | barocker Saalbau mit Zwiebel-Dachreiter, 1633, 1733 Inneres erneuert |
|           |         | St. Clemens                          | röm.-kath. | Eschenlohe                           | 1764–82             | barocker oktogonaler Zentralraum mit rechteckigem Chor und östlichem Zwiebelturm, von Franz Anton Kirchgrabner nach Plänen von Johann Michael Fischer 1764–82 |
|           |         | St. Nikolaus                         | röm.-kath. | Eschenlohe                           | 1628                | Barocker Saalbau mit verschindeltem Dachreiter, 1628 über mittelalterlichen Burgresten |
|           |         | Abteikirche Mariä Himmelfahrt        | röm.-kath. | Ettal                                | 1710–1744 (1370)    | Katholische Kloster-, Pfarr- und Wallfahrtskirche des Klosters Ettal, hoher zentraler Kuppelraum mit querovaler Chorkapelle und konvex-konkaver Doppelturmfassade, 1370 geweiht, Zentralbau im Kern 1. Hälfte 14. Jahrhundert und Ende 15. Jahrhundert, ab 1710 Fassade und Chor von Enrico Zuccalli, Kuppel nach Brand 1744 von Joseph Schmuzer, Fassadenausbau 1890–1901, Nordturm 1853/54, Südturm 1906/07                                                                              |
|           |         | Maria Schutz                         | röm.-kath. | Ettal Graswang                       | 1954                | Filialkirche der Abtei Ettal |
|           |         | St. Andreas                          | röm.-kath. | Farchant                             | 1728–1729           | Die Katholische Pfarrkirche besitzt einen barocken Saalraum mit eingezogenem Chor und einem westlichen Zwiebelturm. Der Münchner Baumeister Johann Mayr d. J. erbaute die Kirche in den Jahren 1728 bis 1729. |
|           |         | Markuskirche                         | ev.-luth.  | Farchant                             | 1993                | Ehemaliges Feuerwehrhaus, zur Kirche umgebaut |
|           |         | St. Martin                           | röm.-kath. | Garmisch-Partenkirchen Garmisch      | 1730–1734           | Die Katholische Pfarrkirche St. Martin wurde als stattlicher barocker Bau von Joseph Schmuzer in den Jahren 1730–34 erbaut. Die Deckengemälde stammen von Matthäus Günther, die Freskobilder von Franz Zwinck. Größte Kirche im Werdenfelser Land |
|           |         | St. Martin "Alte Kirche"             | röm.-kath. | Garmisch-Partenkirchen Garmisch      | 1446 1280           | Zweischiffige gotische Saalkirche mit Mittelstütze, eingezogenem Chor und hohem südlichen Spitzturm, Anlage spätromanisch um 1280, Ausbau 1446, Chor 1462, Wölbung 1522 Älteste Kirche im Werdenfelser Land |
|           |         | Christuskirche                       | ev.-luth.  | Garmisch-Partenkirchen Garmisch      | 1950                | Schlichte Saalkirche mit Dachreiter, angebautes Pfarrhaus; 1981 freistehender Glockenturm |
|           |         | Kriegergedächtniskapelle             | röm.-kath. | Garmisch-Partenkirchen Garmisch      | 1952                | Der Volkstrachtenverein Garmisch errichtete im Jahr 1952 für alle Gefallenen und vermissten des Zweiten Weltkrieges die Kriegergedächtniskapelle Garmisch. Sie liegt auf einem Plateau nordwestlich von Garmisch-Partenkirchen am Fuße des Kramers. Den Kegeldachbau mit Umgang und campanileartigem Zeltdachturm errichtete Hans Ostler. |
|           |         | Mariä Himmelfahrt                    | röm.-kath. | Garmisch-Partenkirchen Partenkirchen | 1868–1871 (1347)    | Erstmals wurde die Pfarrkirche im Jahre 1347 erwähnt. Diese gotische Kirche gestaltete der Wessobrunner Baumeister Joseph Schmuzer in eine barocke Kirche um, die jedoch dem großen Brand von 1865 zum Opfer fiel. Matthias Berger erbaute von 1868 bis 1871 die jetzige, neugotische und dreischiffige Hallenkirche mit eingezogenem Chor und westlichem Spitzhelmturm. Das alte Hochaltarbild von Litterini konnte gerettet werden und befindet sich heute im Seitenschiff.              |
|           |         | Johanneskirche                       | ev.-luth.  | Garmisch-Partenkirchen Partenkirchen | 1924 1891           | Steildachbau mit oktogonalem Turm, 1891, Ausbau der Anlage durch German Bestelmeyer 1924 |
|           |         | St. Sebastian "Sebastianskircherl"   | röm.-kath. | Garmisch-Partenkirchen Partenkirchen | 1637                | Während des Dreißigjährigen Krieges befand sich an der Stelle der Pestfriedhof. Der barocke Satteldachbau mit westlichem Zeltdachturm wurde 1637 erbaut und den Heiligen Sebastian und Rochus, die Schutzpatrone gegen die Pest, geweiht. Der Turm und die Sakristei wurden 1776 angegliedert. 1925 baute Josef Wackerle die Kapelle zu einem Kriegerdenkmal mit angegliederter Grünanlage um. Die Fassadenmalereien und das Gemälde der apokalyptischen Reitern stammen ebenfalls von ihm |
|           |         | St. Anton                            | röm.-kath. | Garmisch-Partenkirchen Partenkirchen | 1704–1705           | Wallfahrts- und Klosterkirche des Franziskanerklosters St. Anton Partenkirchen Oktogonaler barocker Kernbau mit nordwestlichem Choranbau, von Fabian Mayr 1704/05, 1734–36 Erweiterung nach Süden und einheitlicher Ausbau der Anlage mit Umgängen, Grotten und Zwiebelturm durch Joseph Schmuzer |
|           |         | St. Michael                          | röm.-kath. | Garmisch-Partenkirchen Burgrain      | 1962–1963           | Moderne Kirche mit Zeltdach und hochaufragendem Dachreiter |
|           |         | Friedenskirche                       | ev.-luth.  | Garmisch-Partenkirchen Burgrain      | 1975                | Kirche und Gemeindezentrum mit freistehendem Glockenträger |
|           |         | St. Anna                             | röm.-kath. | Garmisch-Partenkirchen Wamberg       | 1720                | barocker Saalbau mit östlichem Zwiebelturm, bezeichnet 1720 |
|           |         | Mariä Heimsuchung "Zugspitzkircherl" | röm.-kath. | Garmisch-Partenkirchen Zugspitze     | 1980–1981           | Höchstgelegenes Gotteshaus Deutschlands auf dem Zugspitzplatt Wurde anlässlich des Jubiläums 50 Jahre Bayerische Zugspitzbahn (Zahnradbahn) errichtet. |
|           |         | St. Johannes der Täufer              | röm.-kath. | Grainau Obergrainau                  | 1925–1927 (18. Jh.) | Neubarocker Bau mit oktogonalem Hauptraum, Chor und Nordturm, im Kern 18. Jahrhundert, Turm von 1848/49, 1925–27 nach Plänen von Carl Sattler vergrößert |
|           |         | Erlöserkirche                        | ev.-luth.  | Grainau Obergrainau                  | 1960–1961           | Evangelisch-Lutherische Erlöserkirche mit baulich integriertem Mesnerhaus, zentralisierender Bau über fünfeckigem Grundriss mit weit herabgezogenem Dach und Rundturm, von Olaf Andreas Gulbransson, 1960f |
|           |         | St. Josef                            | röm.-kath. | Grainau Untergrainau                 | 1772                | Barocker Saalbau mit Chor und Westturm, 2. Hälfte 18. Jahrhundert, bezeichnet 1772 |
|           |         | St. Georg Alte Kirche                | röm.-kath. | Großweil                             | 1853 (16. Jh.)      | Barockisierter Saalbau mit Westturm, im Kern spätgotisch, 18. Jahrhundert umgestaltet, Turm und Verlängerung 1835 |
|           |         | St. Georg Neue Kirche                | röm.-kath. | Großweil                             | 1960–1961           | Moderne Kirche, Bau wurde nötig, da die Alte Kirche zu klein wurde |
|           |         | St. Korbinian                        | röm.-kath. | Großweil Kleinweil                   | 17. Jh              | Barocker Saalbau mit eingezogenem Chor und westlichem Zwiebelturm, 17./18. Jahrhundert |
|           |         | St. Martin                           | röm.-kath. | Großweil Zell                        | 1851 (1771–1772)    | Spätgotischer Saalbau mit eingezogenem Chor und südöstlichem Sattelturm, barock verlängert |
|           |         | St. Sebastian                        | röm.-kath. | Krün                                 | 1757–1763           | barocker Saal mit eingezogenem Chor und östlichem Zwiebelturm, 1757–63 |
|           |         | St. Peter und Paul                   | röm.-kath. | Mittenwald                           | 1738–1740           | Barocker Saalbau mit eingezogenem spätgotischem Chor und Fassadenmalereien am Südturm, von Joseph Schmuzer, 1738–40, Turm bezeichnet 1746 |
|           |         | Dreifaltigkeitskirche                | ev.-luth.  | Mittenwald                           | 1938                | Schlichte Saalkirche mit angebautem Pfarrhaus |
|           |         | St. Nikolaus                         | röm.-kath. | Mittenwald                           | 1447                | Friedhofskirche Gotischer Saalbau mit eingezogenem Polygonalchor und Zwiebel-Nordturm, 1447, Turm 1. Hälfte 18. Jahrhundert |
|           |         | St. Nikolaus                         | röm.-kath. | Murnau am Staffelsee                 | 1717–1732           | Barocker überkuppelter Acht-Arkadenraum mit vorgesetztem dreischiffigem Emporenjoch, zentralisierender Choranlage und südöstlichem Zwiebelturm, Langhaus 1717–1721, Chor 1725–1727, 1730–1732 Turmerhöhung auf gotischem Unterbau |
|           |         | Christuskirche                       | ev.-luth.  | Murnau am Staffelsee                 | 1922                | Schlichter barockisierender Zentralraum mit östlichem Zwiebelturm, von German Bestelmeyer, 1922, 1955 trapezförmig erweitert und umgestaltet |
|           |         | Maria Hilf                           | röm.-kath. | Murnau am Staffelsee                 | 1703–1734           | Giebelständiger barocker Saalraum mit Polygonchor und Zwiebel-Giebelreiter, 1653–1655, nach Zerstörung Wiederaufbau 1703–1734 und 1774 |
|           |         | St. Leonhard                         | röm.-kath. | Murnau am Staffelsee Froschhausen    | 1670–1786 (1446)    | barockisierter Saalraum mit eingezogenem Chor und nordseitigem Zwiebelturm, Kern wohl spätgotisch, um 1670 und 1786 barockisiert, Turm 1730 |
|           |         | St. Anna                             | röm.-kath. | Murnau am Staffelsee Hechendorf      | 15.–17. Jh.         | Barockisierter Saalbau mit eingezogenem Chor und nordseitigem Mansarddachturm, Kern Mitte 15. Jahrhundert, Mitte 17. Jahrhundert verlängert und verändert |
|           |         | St. Georg Ramsachkircherl            | röm.-kath. | Murnau am Staffelsee Ramsach         | 1739–1740 (1332)    | Barockisierter Saalbau mit Zwiebel-Dachreiter, im Kern spätgotisch, 1739/40 umgestaltet Beherbergt die älteste Glocke Bayerns |
|           |         | St. Martin                           | röm.-kath. | Murnau am Staffelsee Weindorf        | 1730–1734           | Kleiner barocker Saalbau mit eingezogenem Chor und südlichem Zeltdachturm, Chor im Kern spätgotisch, Langhaus und Erhöhung 1730–1734 |
|           |         | St. Peter und Paul                   | röm.-kath. | Oberammergau                         | 1736–1742           | Barocker überkuppelter Saalraum mit eingezogenem Chor und westlichem Zwiebelturm, von Joseph Schmuzer, 1736–42 |
|           |         | Kreuzkirche                          | ev.-luth.  | Oberammergau                         | 1928                | Schlichter Saalbau mit aufgesetztem Dachreiter |
|           |         | St. Ludwig                           | röm.-kath. | Oberau                               | 1868–1873           | Historisierender Saalbau mit offenem Dachstuhl und westlichem Sattelturm, 1868–1873, 1938 umgestaltet und erweitert |
|           |         | Heilandskirche                       | ev.-luth.  | Oberau                               | 1962                | Zeltartiger Bau mit Dachreiter |
|           |         | St. Georg                            | röm.-kath. | Oberau                               | 1660                | Kleiner barocker Saalbau mit Zwiebeldachreiter, spätgotischer Westteil, um 1660 nach Osten verlängert und barockisiert |
|           |         | St. Laurentius                       | röm.-kath. | Ohlstadt                             | 1730                | Barocker Saalraum mit eingezogenem halbrundem Chor und nördlichem Zwiebelturm, von Joseph Schmuzer, um 1730 |
|           |         | Fieberkircherl                       | röm.-kath. | Ohlstadt                             | 1640                | Barocker Satteldachbau mit verschindeltem Zwiebel-Dachreiter, erbaut 1640, 1778 erneuert |
|           |         | St. Nikolaus von der Flüe            | röm.-kath. | Ohlstadt Schwaiganger                | 1957–1958           | Moderne Kirche mit spitzaufragendem Glockenturm |
|           |         | St. Georg                            | röm.-kath. | Ohlstadt Weichs                      | 1607–1665           | Barocker Saalbau mit nördlichem Zwiebelturm, im Kern spätgotisch, Chor 1607 und Langhaus 1665 erneuert |
|           |         | St. Stephan                          | röm.-kath. | Riegsee                              | 15. Jh.             | Im Kern spätgotisch, barockisierte Saalkirche mit eingezogenem Chor und südlichem Mansarddachturm, zweite Hälfte 15. Jahrhundert, erste Hälfte 18. Jahrhundert umgestaltet |
|           |         | St. Georg                            | röm.-kath. | Riegsee Aidling                      | 1749                | Barocker Saalraum mit leicht eingezogenem Chor und westlichem Zwiebelturm, 1749 |
|           |         | St. Blasius                          | röm.-kath. | Riegsee Hagen                        | 1734                | Barocker Saalbau mit spätgotischem Chor und spätromanischem südlichen Sattelturm, weitgehender Neubau 1734 |
|           |         | St. Franziskus                       | röm.-kath. | Saulgrub                             | 1860                | Neugotischer Saalraum mit eingezogenem Chor und Westturm, 1860 |
|           |         | St. Anton                            | röm.-kath. | Saulgrub Altenau                     | 1845–1848           | Historisierender Saalbau mit eingezogenem Chor und Ostturm, 1845–48 |
|           |         | St. Josef                            | röm.-kath. | Saulgrub Wurmansau                   | 1778                | barocker Satteldachbau mit Zwiebel-Dachreiter, 1778 |
|           |         | St. Wolfgang                         | röm.-kath. | Schwaigen Grafenaschau               | ~1400               | Saalraum mit Dachreiter, im Kern spätgotisch, barock verlängert |
|           |         | Weilerkapelle                        | röm.-kath. | Schwaigen Plaicken                   | 1842                | historisierender Satteldachbau mit Putzgliederung und Dachreiter, 1842 |
|           |         | St. Michael                          | röm.-kath. | Seehausen am Staffelsee              | 1774–76             | Zentralisierter spätbarocker Saalbau mit eingezogenem Chor und Westturm, von Leonhard Matthäus Gießl, 1774–76 |
|           |         | St. Peter und Paul                   | röm.-kath. | Seehausen am Staffelsee Rieden       | 15. Jh.             | Gotischer Saalbau mit querrechteckigem Chor und Zwiebel-Dachreiter, erste Hälfte 15. Jahrhundert, zweite Hälfte 17. Jahrhundert verlängert und barockisiert |
|           |         | St. Mauritius                        | röm.-kath. | Seehausen am Staffelsee Riedhausen   | 14. Jh.             | Gotischer flachgedeckter Saalraum mit eingezogenem Chor und östlichem Zwiebelturm, zweite Hälfte 14. Jahrhundert |
|           |         | St. Simpert                          | röm.-kath. | Seehausen am Staffelsee Wörth        | 1838                | Kleiner neuromanischer Satteldachbau mit Giebelreiter, 1838 |
|           |         | St. Afra                             | röm.-kath. | Spatzenhausen                        | 1836                | Saalbau mit nordöstlichem Zwiebelturm, 1836, Turm Ende 17. Jahrhundert |
|           |         | St. Johannes Evangelist              | röm.-kath. | Spatzenhausen Hofheim                | 1730 (1484)         | Barockisierter spätgotischer Saalraum mit nördlichem Sattelturm, im Kern 1484 (?), um 1730 verlängert und umgestaltet |
|           |         | St. Vitus                            | röm.-kath. | Spatzenhausen Waltersberg            | 17. Jh.             | Saalbau mit nordöstlichem Zwiebelturm, im Kern spätgotisch, drittes Viertel 17. Jahrhundert barockisiert |
|           |         | St. Agatha                           | röm.-kath. | Uffing am Staffelsee                 | 1650 (1480)         | Saalraum mit dreiseitig geschlossenem Chor und südlichem Zwiebelturm, 1483 mit Kern von 1480, 1650 verlängert und barockisiert, Turmoberbau 1676 von Caspar Feichtmayr dem Älteren, 1770 einheitlich umgestaltet |
|           |         | St. Anna                             | röm.-kath. | Uffing am Staffelsee Schöffau        | 16. Jh.             | Spätgotischer Saalraum mit eingezogenem Chor und nördlichem Halbwalmturm, Mitte 16. Jahrhundert, 1728 gewölbt, 1922/23 neubarock gestaltet |
|           |         | St. Nikolaus                         | röm.-kath. | Unterammergau                        | 1710                | barocker Saalraum mit eingezogenem Chor und nördlichem Zwiebelturm, von Germanicus Pecher, 1709, Turm 1688/89 |
|           |         | Hl. Blut "Kappel"                    | röm.-kath. | Unterammergau Kappel                 | 1618–1680 (1450)    | barocker Saalbau mit eingezogenem Chor und nördlichem spätgotischen Spitzturm, über spätgotischem Kern, Langhaus 1618, Chor von Johann Schmuzer 1680, Langhauswölbung und einheitliche Ausgestaltung von Xaver Schmuzer 1750/51 |
|           |         | St. Franziskus Xaverius              | röm.-kath. | Unterammergau Scherenau              | 18. Jh.             | kleiner barocker Saalraum mit eingezogenem Chor und Zwiebel-Dachreiter, 2. Hälfte 18. Jahrhundert |
|           |         | St. Jakobus                          | röm.-kath. | Wallgau                              | 15. Jh.             | Barockisierter spätgotischer Saalbau mit eingezogenem Chor und Zwiebel-Nordturm, letztes Viertel 15. Jahrhundert, Umgestaltung bzw. Erweiterung 1680–83, Turm 1680 bzw. 1723–30 |